# Paul Pflüger

Paul Pflüger (ca. 1910)

Paul Pflüger (* 3. Januar 1865 in Rio Novo, Minas Gerais, Brasilien; † 13. Dezember 1947 in Zürich) war ein Schweizer Pfarrer und Politiker.

## Leben
Der Sohn eines Missionars erwarb sich schon bei seiner ersten Pfarrstelle in Dussnang den Ruf eines „roten Pfarrers“. 1898 wurde er Pfarrer an der Kirche St. Jakob in Zürich-Aussersihl. In unzähligen Publikationen äusserte er sich zu sozialen Fragen. Mit seinen Konfirmanden gründete er 1900 den Jungburschenverein Aussersihl, dessen Mitglieder zehn Jahre später den linken Flügel der Arbeiterbewegung bildeten. Als Mitglied der SP wurde er 1900 Kantonsrat, 1901 auch Zürcher Gemeinderat (Stadtparlament). 1910 wurde er in den Stadtrat (Stadtregierung) gewählt und gab sein Pfarramt auf. Nach den Parlamentswahlen 1911 war er bis 1917 ebenfalls Nationalrat. Pflüger war Gegner der Dritten Internationale. Er war von 1912 an Vizepräsident der SP, überwarf sich dann aber mit der Partei und trat 1922 nach einem Nervenzusammenbruch von seinen Ämtern zurück.
Pflüger war Initiant des Schweizerischen Sozialarchivs, das 1907 als «Zentralstelle für soziale Literatur der Schweiz» eröffnet wurde. Er rief auch den Verband Arbeitshütte ins Leben, der sich 1915 zum Verein für Familiengärten wandelte, der heute noch für die Verwaltung der Zürcher Kleingärten verantwortlich ist.

## Schriften (Auswahl)
- Das Wesen der sozialen Frage. Zürich 1897.
- Der schweizerische Sozialstaat: Eine Umschau im Jahre 1950. Kommissionsverlag der Buchhandlung des Schweizerischen Grütlivereins, Zürich 1899.
- Die industrielle Demokratie. Zürich 1910.
- Beitrag in: Stimmen des freien Christentums aus der Schweiz. 3. Bändchen: Soziales. Aufsätze von C. W. Kambli, A. Bitzius, P. Pflüger, Ch. Tester, A. Feitknecht, W. Bion, G. Schönholzer, Z. Wirth. J. T.ischler. Zürich 1898.
- Sozialpolitische Reden und Aufsätze. Zurich 1913.
- Die Zusammenhänge des Armenwesens und der Armenpflege mit Sozialgesetzgebung und Sozialpolitik. In: Erster Instruktionskurs für Armenpfleger, veranstaltet von der Armen- und Anstaltenkommission der Schweizerischen Gemeinnützigen Gesellschaft und der Schweizerischen Armenpfleger-Konferenz in Zürich vom 8.–11. Oktober 1917. Zürich 1918, S. 127–134.